# Kuessipan
Pour plus de détails, voir Fiche technique et Distribution.
Kuessipan est un film québécois réalisé par Myriam Verreault et scénarisé par celle-ci et Naomi Fontaine.
Le film, tourné dans la communauté innue d'Uashat-Maliotenam et à Sept-Îles, dans la région de la Côte-Nord du Québec est une adaptation libre du roman éponyme de cette dernière, publié chez Mémoire d'encrier en 2011,.

## Synopsis
Dans une communauté innue de la Côte-Nord, deux amies d'enfance Mikuan et Shaniss sont inséparables. À 17 ans, Mikuan tombe amoureuse d'un blanc et remet en question son environnement social et ses ambitions. Elle rêve d'un avenir hors réserve,.

## Fiche technique
- Titre original : Kuessipan
- Réalisation : Myriam Verreault
- Scénario : Myriam Verreault et Naomi Fontaine, d'après le roman éponyme de cette dernière
- Photographie : Nicolas Canniccioni (en)
- Montage : Amélie Labrèche, Sophie Leblond, Myriam Verreault
- Musique : Louis-Jean Cormier
- Direction artistique : Joëlle Péloquin
- Producteur : Félize Frappier
- Société de production : Max Films Media (devenu Azimut Films)
- Société de distribution : Filmoption International
- Pays de production :  Canada
- Langues originales : français, innu-aimun
- Genre: Film dramatique
- Durée : 117 minutes
- Dates de sortie :
  - Canada : 6 septembre 2019 (Festival international du film de Toronto) ; 4 octobre 2019 (sortie nationale).
  - France : 7 juillet 2021

## Autour du film
- Même si projeté dans un petit nombre de salles, le film se hisse en dixième position du box-office québécois lors de sa première fin de semaine[7].
- La majorité des acteurs, dont les actrices principales, sont non professionnels[8],[9].

## Récompenses et distinctions
- Mention spéciale du jury, Festival international du film francophone de Namur 2020, Belgique[10]
- Mention spéciale du jury, Göteborg International Film Festival 2020, compétition Ingmar Bergmann, Suède
- Grand Prix du Meilleur film, Festival de cinéma de la ville de Québec 2019, Canada
- Prix spécial du jury, Festival International du Premier film d'Annonay 2020, France
- Mention spéciale du jury pour Myriam Verrreault (Best canadian emerging director), Vancouver International Film Festival 2019, Canada[11]
- Mention spéciale du jury, Mooov Film Festival 2020, Belgique
- Mention spéciale du Jury international Fiction et droits humains pour Meilleur film + Mention spéciale du Jury des Jeunes pour l'actrice Sharon Fontaine Ishpatao  Festival du film et forum international sur les droits humains de Genève 2020, Suisse
- Prix du Meilleur film canadien, Festival international de cinéma francophone en Acadie 2019, Canada
- Grand Prix du Meilleur film canadien, Windsor International Film Festival 2019, Canada
- Prix TV5 Monde - Meilleur film francophon, Film by the Sea 2020, Pays-Bas
- Prix du Meilleur film canadien, Festival de film international de Baie-Comeau 2020, Canada
- Mention spéciale du Jury des jeunes Ohlalà Festival de cinema francofon de Barcelona 2020, Espagne
- Prix du Meilleur Long métrage + Mention spéciale pour le Prix d'interprétation à Sharon Fontaine Ishpatao, Festival international du Film d'Aubagne 2020, France[12]
- Grand Prix, Zlin Film Festival 2020, République tchèque
- Panorama Grand Prix Best Narrative Feature, Nashville Film Festival 2020, États-Unis[13]
- Prix du Meilleur montage en long métrage de fiction (Amélie Labrèche, Myriam Verreault et Sophie Leblond), Canadian Cinema Editors Awards 2020, Canada
- Prix Gilles-Carle du meilleur premier ou deuxième long métrage de fiction + Prix Jacques-Marcotte du meilleur scénario de lomg métrage de fiction (Naomi Fontaine et Myriam Verreault) + Prix du jury en herbe du Meilleur long métrage de fictio, Rendez-vous Québec Cinéma 2020, Canada[14]
- Scythian Deer - Grand Prix de la sélection internationale (ex aequo) + Mention spéciale du Jury oecuménique  Molodist Kyiv International Film Festival 2020, Ukraine
- Narrative Feature Award, Cinemagic Belfast 2020, Irlande
- Prix de la meilleure actrice pour Sharon Fontaine Ishpatao + Nomination dans la catégorie Meilleure actrice pour Yamie Grégoire, National Indigenous Screen Awards 2020, Canada
- Whitehead Award - Best feature film  Common Good International Film Festival 2021, États-Unis
- Meilleur scénario  Yarha Film Festival 2021, Cameroun
- Grand Prix, Festival international Films de Femmes de Salé 2021, Maroc
- Grand Prix, Festival d'Amiens 2020, France
- Prix du Public - TV5 Monde, Festival du film canadien de Dieppe 2020, France
- Prix Jean Malaurie, Festival du film canadien de Dieppe 2020
- Prix Révélation (Sharon Fontaine-Ishpatao), Festival du film canadien de Dieppe 2020
- Prix de la Ville de Dieppe, Festival du film canadien de Dieppe 2020
- Prix du Zonta Club  Festival du film canadien de Dieppe 2020
- Prix du Meilleur long-métrage de fiction, Festival international du film d'éducation en Normandie 2020, France
- Nomination Meilleur Film (Félize Frappier), Gala des Prix Iris 2019, Canada
- Nomination Meilleur Scénario (Myriam Verreault, Naomi Fontaine), Gala des Prix Iris 2019
- Nomination Meilleure réalisation (Myriam Verreault), Gala des Prix Iris 2019
- Nomination pour le film s'étant le plus illustré à l'étranger (Myriam Verreault, Naomi Fontaine), Gala des Prix Iris 2019
- Nomination Meilleure direction photo (Nicolas Canniccioni), Gala des Prix Iris 2019
- Nomination Meilleur casting (Tobie Fraser, Jacinthe Beaudet, Myriam Verreault, Geneviève Hébert),Gala des Prix Iris 2019
- Nomination Révélation de l'année (Sharon Fontaine Ishpatao), Gala des Prix Iris 2019
- Nomination Meilleur Scénario (Myriam Verreault, Naomi Fontaine), Canadian Screen Awards 2020, Canada
- Nomination Meilleur acteur de soutien (Douglas Grégoire), Canadian Screen Awards 2020
- Nomination Meilleure actrice de soutien (Yamie Grégoire), Canadian Screen Awards 2020.